# 桂右女助 (4代目)
四代目 桂 右女助（かつら うめすけ、1962年5月26日 - ）は、千葉県出身の落語家、作家。落語協会所属。本名∶梅田 勝之。出囃子∶『ワルチング・マチルダ』又は『いやとび』。ペンネーム∶梅田 丘匝、梅田 うめすけ名義も用いている。

## 経歴
千葉県立匝瑳高等学校卒業後、海外（オーストラリア・カナダ）で観光ガイドなどに従事し、帰国後旅行代理店（株式会社H.I.S）から葬祭業への転職を経て、37歳で落語家の道に進んだ異色の経歴の持ち主。
2000年1月、八代目三升家小勝に入門。前座名は『勝好』。
2003年10月に柳家喬之進、柳家麟太郎と共に二ツ目昇進、『勝菜』に改名。2004年、骨髄バンクを通じて骨髄提供。2008年11月下席より、『う勝』に改名。2013年4月に千葉大学文学部史学科入学、また少年期の伊能忠敬が主人公の小説「槇の家」で、第56回千葉文学賞受賞。
2015年3月下席より三遊亭司、柳家小傳次、柳家海舟、四代目入船亭扇蔵、二代目金原亭馬治、二代目金原亭馬玉、三代目柳家さん助、柳家燕弥、三遊亭彩大と共に真打昇進、『四代目桂右女助』襲名。「桂右女助」は大師匠である「右女助の小勝」こと六代目三升家小勝の前名である。10月、噺家を志す江戸の浮世絵師と耳が聞こえない娘の交流を描いた小説「初音の日」で、第10回ちよだ文学賞受賞。
2018年9月、昭和の子供たちが青い鳥を見つける映画脚本（第38回城戸賞最終候補）の小説化「ひこうき雲」を出版。2020年3月、千葉大学文学部史学科卒業。直木三十五の半生を講釈師が語る形式の小説「直木抄」で、第19回湯河原文学賞受賞。（梅田うめすけ名義）。
2022年6月、千葉文学賞受賞作「槇の家」の続編となる、伊能忠敬の生涯を柳亭燕枝が辿った歴史評伝小説「汐さいの地図」刊行。
2023年10月、噺家兄妹が主人公のマイルドミステリ「吾妹は姉である」を出版し、師の三升家小勝へ捧げる（梅田丘匝名義）。
2023年4月、「梅田うめすけ」名義にて無所属で浦安市議会議員選挙に立候補したが、落選した。

## 芸歴
- 2000年1月∶八代目三升家小勝に入門、前座名「勝好」。
- 2003年10月∶二ツ目昇進、「勝菜」と改名。
- 2008年11月∶「う勝」と改名。
- 2015年3月∶真打昇進、「四代目桂右女助」と改名。

## 著作
- 『友引寄席』（「うめだ勝之」名義、2010年8月、幻冬舎ルネッサンス新書）ISBN 978-4779060212
- 『ひこうき雲』（「梅田うめすけ」名義、2018年9月、文芸社）ISBN 978-4-286-19780-7
- 『汐さいの地図』 梅田うめすけ、2022年6月、ごまめ書房[10]
- 『我妹は猫である』（「梅田うめすけ」名義、2023年10月、ごまめ書房）